# Robert Glenister
Pour les articles homonymes, voir Glenister.
Robert Glenister, né le 11 mars 1960, est un acteur britannique connu notamment pour son rôle de l'escroc Ash « Three Socks » Morgan dans la série Les Arnaqueurs VIP.

## Filmographie
- 1984 : Doctor Who (série télévisée) « The Caves of Androzani » : Salateen
- 2001 : Les Visiteurs en Amérique de Jean-Marie Poiré : (VF : Gabriel Le Doze) : le comte de Warwick
- 2001 - 2003 : Inspecteur Frost (série télévisée) : DS Terence Reid
- 2003 : Hitler : La Naissance du mal (mini-série) : Anton Drexler
- 2004 - 2012 : Les Arnaqueurs VIP (série télévisée) : Ash « Three Socks » Morgan
- 2011 : Une Femme de Confiance (Appropriate Adult, téléfilm en deux parties) : John Bennett
- 2012 : À nous Manhattan (We'll Take Manhattan) (téléfilm)
- 2016 : Live by Night de Ben Affleck : Albert White
- 2017 : Men of Honor (Journey's End) de Saul Dibb : Le Colonel
- 2020 : Doctor Who (série télévisée) « La nuit de Terreur de Nikola Tesla » : Thomas Edison